# G.I. Joe: A Real American Hero (serie de televisión de 1985)
G.I. Joe: A Real American Hero (también conocida como Action Force en el Reino Unido) es una serie animada de televisión estadounidense creada por Ron Friedman, basada en la línea de figuras de acción de Hasbro y en el cómic G.I. Joe: A Real American Hero publicado por Marvel. Fue emitida por redifusión entre 1985 y 1986, se produjeron un total de 95 episodios.
Cuando Hasbro lanzó al mercado la línea de figuras de acción G.I. Joe: A Real American Hero en 1982 junto al cómic publicado por Marvel, comisionaron a Sunbow Productions para producir una serie de comerciales animados de 30 segundos para promocionar tanto las historietas como los juguetes. La popularidad de los comerciales llevó a la realización de una miniserie El arma Mass que se emitió por primera vez en 1983. La trama se centra en el dispositivo M.A.S.S., un potente teletransportador de materia, y el enfrentamiento entre el comando G.I. Joe y la organización terrorista Cobra por hacerse con el dispositivo. Una segunda parte de la miniserie se estrenó en 1984, llamada La venganza de Cobra. Ambas producciones fueron escritas por Ron Friedman. Luego de la popularidad de las miniseries, en 1985 se estrena otra titulada La pirámide de la oscuridad antesala de la primera temporada regular de G.I. Joe: A Real American Hero compuesta por 55 episodios, seguida de una segunda de 30 al año siguiente, que comienza de nuevo con otros cinco capítulos enlazados, bajo el título Elévate, serpiente, elévate. Para terminar esta etapa, salió en el mercado del video doméstico una película animada G.I. Joe: La película (1987), que en realidad iba a ser otra miniserie de inicio para una tercera temporada, que nunca llegó a realizarse. La historia se volvería a retomar en 1989, ya con otra productora, DIC Entertainment; miniserie y otras dos temporadas hasta 1992, fecha en la que termina la generación clásica de la franquicia.
La banda sonora fue compuesta por Johnny Douglas, muy habitual en las producciones de la Sunbow; muchos temas se usaron indistintamente y hasta la saciedad, en series coetáneas como: Dungeons & Dragons, The Transformers, o Spider-Man and His Amazing Friends; todas ellas creadas por la misma compañía.
En España la serie fue emitida (completa, incluyendo la película) por Telecinco a partir de 1990, gozando de un gran éxito. El horario era de lunes a viernes por las tardes, y desde el principio no se guardó el debido orden cronológico en los capítulos (algo muy común en la época); así por ejemplo sería habitual ver un episodio perteneciente a la segunda temporada un día y al siguiente que echasen otro de la primera o viceversa, con el consiguiente desbarajuste al ver personajes, vehículos o lugares, que estaban presentes o no, dependiendo del día. La pista de sonido llegó en español neutro, nunca se ha doblado en castellano, ni siquiera en las ediciones DVD, cosa que sí sucedió con otra serie del mismo tiempo, Transformers. En cuanto al tema central de inicio de la serie, cantado en su versión original, se emitió al igual que en toda Hispanoamérica, en versión instrumental. Nunca se usó la coletilla A Real American Hero (El auténtico heroe estadounidense), se cambió como en el resto de países fuera de EE. UU. por: G.I. Joe: International Heroes.

## Versión en DVD
Entre 2003 y 2004, Rhino Entertainment publicó G.I. Joe: A Real American Hero en formato DVD.
| Nombre del DVD            | Ep # | Fecha de publicación    |
| ------------------------- | ---- | ----------------------- |
| Temporada 1, Parte 1      | 22   | 14 de julio de 2009     |
| El arma Mass              | 5    | 1 de septiembre de 2009 |
| Temporada 1, Parte 2      | 21   | 3 de noviembre de 2009  |
| Temporada 1, Parte 3      | 22   | 2 de febrero de 2010    |
| Temporada 2               | 30   | 27 de abril de 2010     |
| La primera serie completa | 95   | 26 de junio de 2012     |